# 馬屋原成男
馬屋原成男（うまやはら　しげお、1908年10月21日-1984年9月18日）は、刑法学者。
東京出身。東京帝国大学法学部独法科卒。刑事法学専攻。弁護士となり、その後東京高等検察庁検事。1964年駒澤大学法学部教授、79年定年退任。 江戸時代のわいせつ文書の研究もおこないわいせつ罪についても論文がある。墓所は多磨霊園。

## 著書
- 『経済事犯と脱法行為の研究』司法省調査部 司法研究報告書 1942
- 『随筆 罪と罰』乾元社 1948
- 『捜査のこつと犯罪事実の書き方 新法基準』警察文化社 1950
- 『日本文芸発禁史』創元社 1952
- 『風俗犯科帖』展望社 1963
- 『刑法各論』鳳舎 1969
- 『法窓史譚』創紀房 1972
- 『法学・憲法』八千代出版 1977
- 『刑事法学の理念』有信堂高文社 1980
- 『現代の風俗犯科誌』展望社 資料風俗双書 1982
- 『検察日誌』展望社 1983
- 『駝鳥のしっぽ』勁草出版サービスセンター 1983

### 共編・監修
- 『逐条経済統制法令解説』長島忠信共編 久野書店 1940
- 『秘籍江戸文学選』全10巻  吉田精一、山路閑古と監修　日輪閣 1974-75

### 記念論集
- 『刑事法学の新課題 馬屋原成男教授古稀記念』八千代出版 1979

## 論文
- Cinii

## 注
1. ↑  歴史が語る多摩霊園